# Byttneria oligacantha
Byttneria oligacantha är en malvaväxtart som beskrevs av Elmer Drew Merrill. Byttneria oligacantha ingår i släktet Byttneria och familjen malvaväxter. Inga underarter finns listade i Catalogue of Life.